# Brian Yang (acteur)
Pour les articles homonymes, voir Brian Yang.
Brian Yang, né le 28 octobre 1973 à Columbus, est un acteur et producteur américain.

## Filmographie

### Acteur
- 1999 : V.I.P.
- 2001 : Mafioso : The Father, the Son : Ming Chow
- 2004 : Saving Face
- 2005 : Fly Me Home
- 2005 : Taipei : Love Forbidden
- 2007 : Red Shoes
- 2007 : West 32nd : Jahnkeh
- 2009 : Chinatown Film Project
- 2009 : Take Out
- 2009 : Yes, Yesterday
- 2010 : Futurestates
- 2010 : Nómadas
- 2011 : Hawaii 5-0
- 2011 : ID (court-métrage)
- 2011 : One O One :
- 2012 : Anita Ho : Dr. Lawrence Wong
- 2012 : L'Homme aux poings de fer
- 2012 : The People I've Slept With : Ami de Jefferson
- 2013 : Someone I Used to Know : Luke Chen
- 2014 : Film Lab Presents
- 2014 : Sexy Dance 5: All in Vegas
- 2014 : She Lights Up Well : David
- 2015 : Elevator : Jerry Wu
- 2015 : Jasmine : Byron
- 2017 : Another Shot : Zhang Jingyi
- 2017 : The Blacklist
- 2017 : The Jade Pendant : Sam Yuen
- 2017 : The Last Two Lovers at the End of the World
- 2017 : The Path
- 2018 : The Neighborhood Nightmare
- 2018 : Westworld
- 2019 : The Laundromat
- 2025 : New York, police judiciaire : Sergent Freddy Chen (saison 24, épisode 9)

### Producteur
- 2010 : Fog
- 2012 : The People I've Slept With
- 2013 : Linsanity
- 2013 : Someone I Used to Know
- 2014 : Annie Undocumented
- 2014 : Brittney Griner : Lifesize
- 2014 : Nine for IX Shorts
- 2015 : Z Dream
- 2016 : Holdout
- 2017 : Another Shot
- 2017 : I Can I Will I Did
- 2018 : Late Life : The Chien-Ming Wang Story